# Party People in a Can
Os Party People in a Can são uma banda pop-rock portuguesa, surgida em 1997 com a maqueta ''Search on Lee-fan planet".

## Discografia
- Search on Lee-fan planet, 1997
- Dry Stereo, 1998
- Breaktrance,1999
- Way off, where the spirits are, 2006
- For the Enemy Who Escapes, Golden Bridges, 2012